# Heydebreck (Adelsgeschlecht)

Wappen derer von Heydebreck

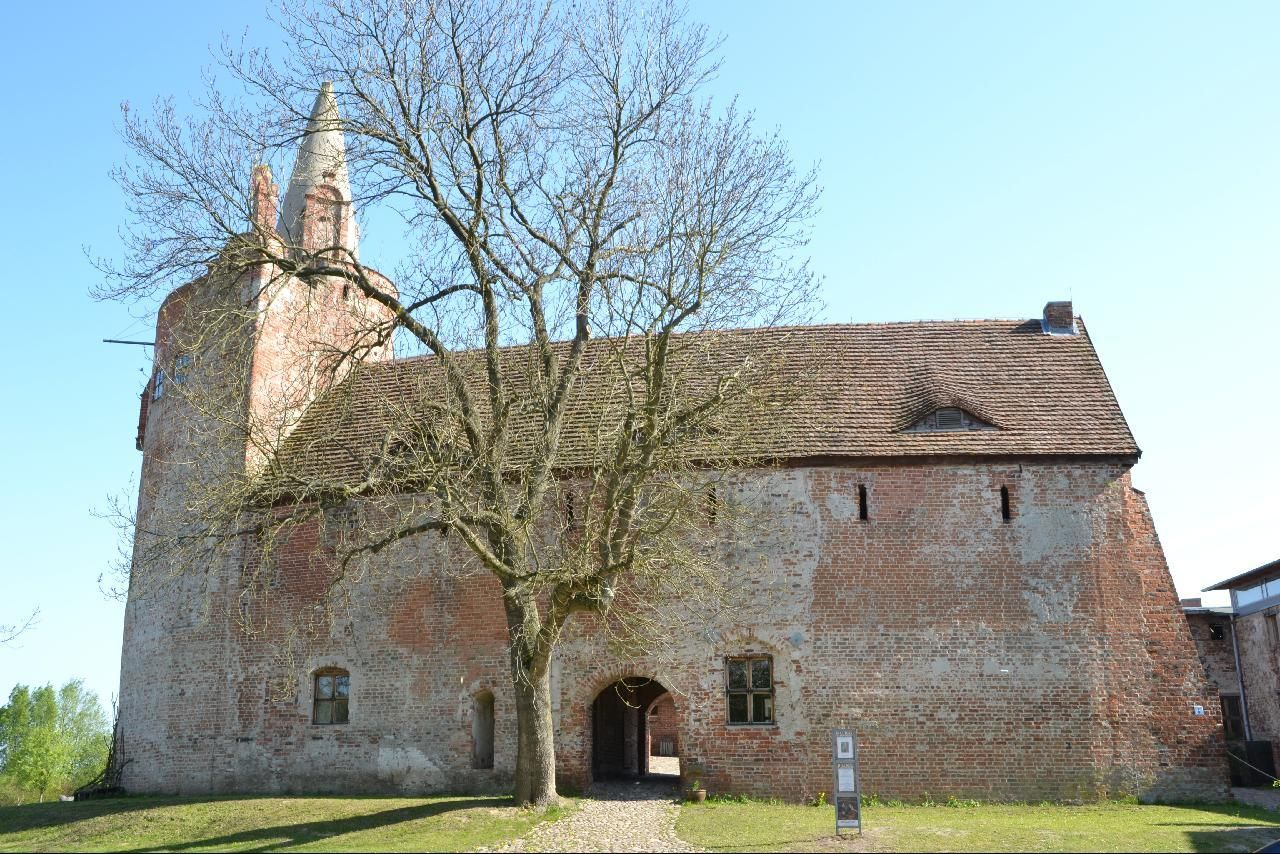
Burg Klempenow

Heydebreck ist der Name eines alten pommerschen Adelsgeschlechts.

## Geschichte
Die von Heydebreck sind wahrscheinlich in der ersten Hälfte des 13. Jahrhunderts aus Niedersachsen nach Pommern eingewandert. Zwischen 1245 und 1267 trat Bernardus Mel dictus de Heitbrake 23 Mal als Zeuge bei Beurkundungen des Herzogs Wartislaw III. auf. Die offizielle Stammreihe beginnt mit Henricus de Hedebrake, der zusammen mit seinem Bruder Hedenricus am 13. Dezember 1254 als Zeuge bei den Herzögen Barnim I. und Wartislaw III. urkundlich auftritt.
Zwischen 1363 und 1520 ist eine schlossgesessene Linie (Weißenklempenow) auf Burg Klempenow belegt. Eine weitere Linie (Parnow) saß seit 1319 (bis 1863) auf dem hinterpommerschen Rittergut Parnow (Kreis Köslin). Weitere Besitze waren u. a. Biziker, Barzlin, Parsow, Schlennin, Schübben, Tessin, Zuchen (alle im Kreis Köslin), Markowitz (Kreis Hohensalza), Neubuckow, Rottow (beide Kreis Belgard), Wusterhanse (Kreis Neustettin), Grabow (Kreis Schildberg), Mersin, Nedlin; seit 1992 Groß Kelle.

## Wappen
Das Wappen zeigt in Rot zwei geschrägte silberne Weihwedel. Auf dem Helm mit rot-silbernen Decken steht ein silberner Pfauenschweif zwischen zwei von Rot und Silber übereck-geteilten Büffelhörnern.

## Bekannte Familienmitglieder
- Georg Christian von Heydebreck (1765–1828), Oberpräsident der Provinz Brandenburg
- Henning von Heydebreck (1828–1904), preußischer Generalleutnant
- Richard von Heydebreck (1836–1910), preußischer Generalmajor
- Louis von Heydebreck (1840–1923), preußischer Generalleutnant
- Bertram von Heydebreck (1847–1929), preußischer Generalmajor
- Ernst von Heydebreck (1857–1935), preußischer General der Kavallerie
- Otto von Heydebreck (1859–1917), preußischer Generalmajor
- Claus von Heydebreck (1859–1935), preußischer Oberst und Politiker, Mitglied des Preußischen Herrenhauses
- Joachim von Heydebreck (1861–1914), Oberstleutnant und Kommandeur der Schutztruppe in Deutsch-Südwestafrika
- Hans von Heydebreck (1866–1935), deutscher Offizier, Reiter und Autor
- Otto von Heydebreck (1887–1958), deutscher Journalist
- Peter von Heydebreck (1889–1934), deutscher Freikorpsführer und Reichstagsabgeordneter
- Georg-Henning von Heydebreck (1903–1976), Oberst der Wehrmacht
- Claus-Joachim von Heydebreck (1906–1985), deutscher Politiker (CDU)
- Tessen von Heydebreck (* 1945), deutscher Finanzexperte

### Sekundärliteratur
- Claus v. Heydebreck: Markowitz. Beiträge zur Geschichte eines kujawischen Dorfes, Ostdeutsche Buchdruckerei und Verlagsanstalt, Posen 1917. DNB
- Roland Lange: Burg Klempenow. Reihe: Schlösser und Gärten in Mecklenburg-Vorpommern. Hrsg.: Freundeskreis Schlösser und Gärten der Mark, in der Deutschen Gesellschaft e. V., 2. Auflage, Berlin, 2015. ISBN 978-3-941675-71-1.